# Zelotes piceus
Zelotes piceus är en spindelart som först beskrevs av Kroneberg 1875.  Zelotes piceus ingår i släktet Zelotes och familjen plattbuksspindlar. Inga underarter finns listade i Catalogue of Life.